# Anisacate
Anisacate là một chi nhện trong họ Amaurobiidae.